# 사회 진화
사회 진화 (社會進化)는 배우가 아닌 개인에게 적합성 결과가 있는 사회적 행동과 관련된 진화 생물학의 하위 분야이다. 사회적 행동은 행위자와 수령인이 수반하는 적합성 결과에 따라 분류될 수 있다.
- 상호 이익 - 행위자와 수령인의 직접적인 적합성을 증가시키는 행위
- 이기 - 배우의 직접적인 적합성을 높이는 행동이지만 받는 사람은 상실감을 느낀다
- 이타 - 수령인의 직접적인 적합성을 증가시키는 행위지만 배우는 손실을 입을 수 있다
- 악의 - 행위자와 수령인의 직접적인 적합성을 감소시키는 행위

이 분류는 자연 선택이 상호 유익하거나 이기적인 행동을 선호한다고 주장하며 W. D. 해밀턴에 의해 제안되었다. 해밀턴의 통찰력은 친족 선택이 이타주의와 악의를 설명할 수 있는 방법을 보여주는 것이었다.
사회 진화는 종종 (특히 사회 인류학 분야에서) 사회 체계와 구조의 진화로 간주된다.
2010년 하버드 대학 생물학자 E. O. 윌슨은 현대 사회생물학의 창시자로서 새로운 사회 진화 이론을 제안했다. 그는 전통적으로 풍습에 초점을 맞춘 접근 방식에는 한계가 있으며, 곤충 세계의 사례를 중심으로 설명했다.

## 같이 보기
- 향상생산
- 진화 게임 이론
- 진화 심리학
- 언어의 진화 심리학
- FOXP2와 인류 진화
- 사회의 기원
- 사회 혁명
- 사회문화적 진화